# Mu-Kien Adriana Sang
Mu-Kien Adriana Sang Ben (n. Santiago de los Caballeros, 1955) es una historiadora, ensayista, analista, politóloga y educadora dominicana; hija de Miguel Sang, inmigrante chino cantonés, y de la dominicana Ana Ben Rodríguez (a su vez hija del inmigrante chino Ventura Ben y la dominicana Andrea Rodríguez). Es licenciada en Educación Summa Cum Laude en la Pontificia Universidad Católica Madre y Maestra, donde ha laborado por más de dos décadas. Hizo su postgrado en Educación de Adultos en el Centro de Cooperación Regional para la Educación de Adultos de América Latina y el Caribe (CREFAL) en 1978, en México. En 1985 alcanzó su doctorado en Historia y Civilización en la Escuela de Altos Estudios en Ciencias Sociales de París. Tradujo del francés al español la obra Correspondencia del Cónsul de Francia en Santo Domingo, publicada en dos tomos con el auspicio de la Comisión Oficial del Sesquicentenario de la Independencia Nacional. Ha sido profesora invitada y conferenciante de varias universidades en diversas naciones.
En 2006, se bautizó una calle en su honor en la Plaza de la Cultura Juan Pablo Duarte, sede de la Feria Internacional del Libro de Santo Domingo.
Su esposo, Rafael Toribio, ha sido rector del Instituto Tecnológico de Santo Domingo (INTEC).